# Sortilèges créoles : Eudora ou l'île enchantée
Pour les articles homonymes, voir Eudora.
Sortilèges créoles : Eudora ou l'île enchantée est le titre commun de l'unique roman de Marguerite-Hélène Mahé, écrivain français du XXe siècle originaire de l'île de La Réunion. Écrit en langue française, il paraît une première fois en 1952 dans la Revue des deux Mondes sous le titre Sortilèges créoles avant d'être réédité en 1955 chez Bellenand sous celui de Eudora ou l'île enchantée, puis en 1985 par l'université de La Réunion avec son intitulé complet. Réécriture de la légende de Grand-mère Kalle, une sorcière du folklore réunionnais, il eut immédiatement un important succès local.